# Sat.1
A Sat.1 (saját jelölésük: SAT.1) német kereskedelmi televíziós csatorna, a ProSiebenSat.1 Media SE főcsatornája. A műsorokat a München északi részén található Unterföhringben található stúdiókban készítik.

## Történet
- 1984. január 1-jén kezdte meg a sugárzást, akkor PKS (Programmgesellschaft für Kabel- und Satellitenrundfunk) néven.
- 1985. január 1.: A csatorna neve Sat.1 lesz.
- 1986: A Sat.1 emblémája a szivárványszínű labda lesz, amely hosszú ideig a Sat.1 meghatározó arculata, és számos műsorstúdió díszletében is megfigyelhető.
- 1987: Elindul a csatorna reggeli műsora, a Frühstücksfernsehen.
- 1988: Elindul a Szerencsekerék német változata a csatornán.
- 1990. szeptember 12.: Felavatják Mainzban a Sat.1 székházát.
- 1996: Megjelenik a Sat.1 az interneten.
- 2000: A ProSiebennel való fúziója után megalakul a ProSiebenSat.1 Media SE csoport.
- 2001. november 10.: Rekord nézettséget ér el az Ukrajna–Németország világbajnoki labdarúgó-selejtezőmérkőzés közvetítésével. A mérkőzést több mint 14 millióan nézték, ami 55,1%-os piaci részesedést jelentett.

## Szlogenjei
- 1993–1994:  Die beste Zeit des Tages (A nap legjobb ideje)
- 1994–1995:  Ihr privates Programm (Az ön privát műsora)
- 1995–1996: Volle Stunde. Volles Programm (Teljes óra. Teljes műsor)
- 1996–2000: Ich drück' Dich! (Rád tapadok!)
- 2000–2001: Sat.1 – Ja (Sat.1 - Igen!)
- 2001–2004 szeptember 3.: Powered by emotion (Érzelmekkel töltve)
- 2004. szeptember 3. – 2008: Sat.1 zeigt’s allen! (Sat.1 jelent mindent)
- 2008–2009. szeptember 16.: Mehr… (Több…)
- 2009–2012: Colour your life (Életed színe)
- 2012. október óta: Freut euch drauf (Örvendeztet)
- 2022 szeptembere óta:  Es gibt noch viel zu sehen (Még sok látnivaló van)

## Logók

1985. január 1 és 1986 között
1986 - 1996
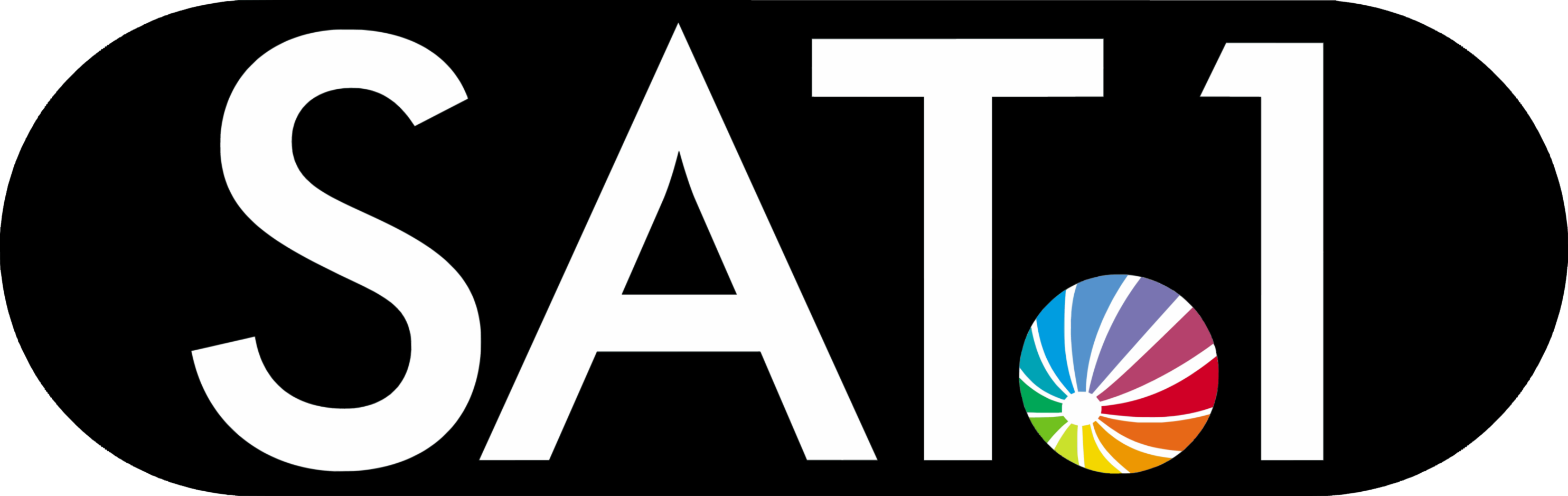
1996 - 2001. augusztus 31.
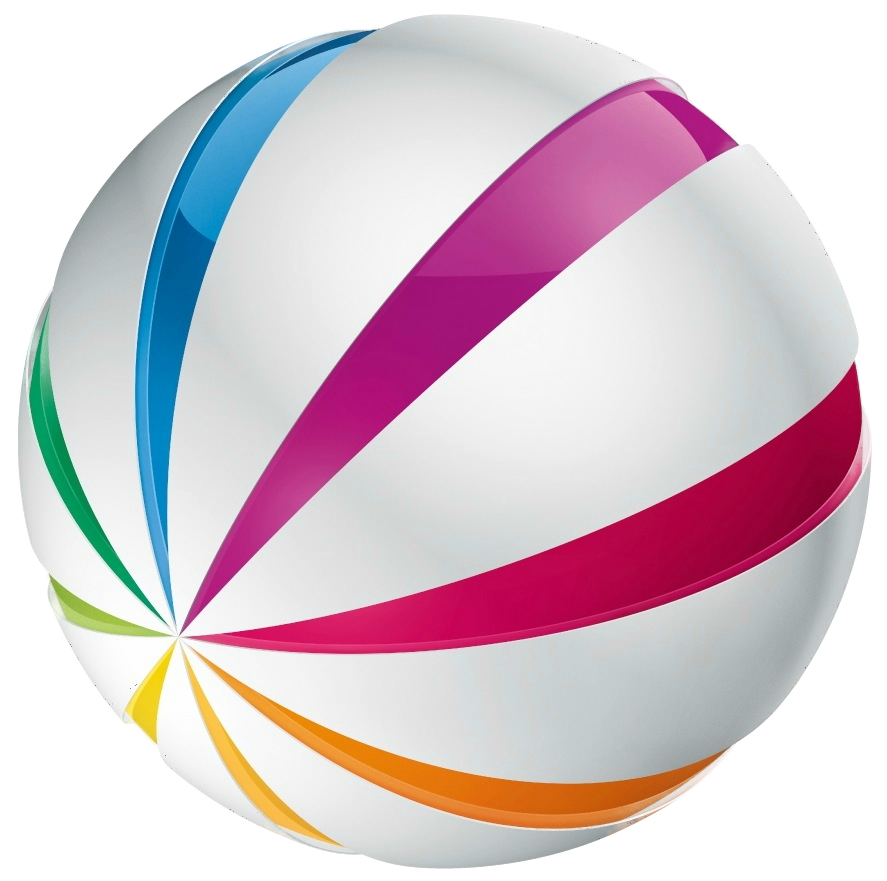
2011. augusztus 16. - 2016. október 11.
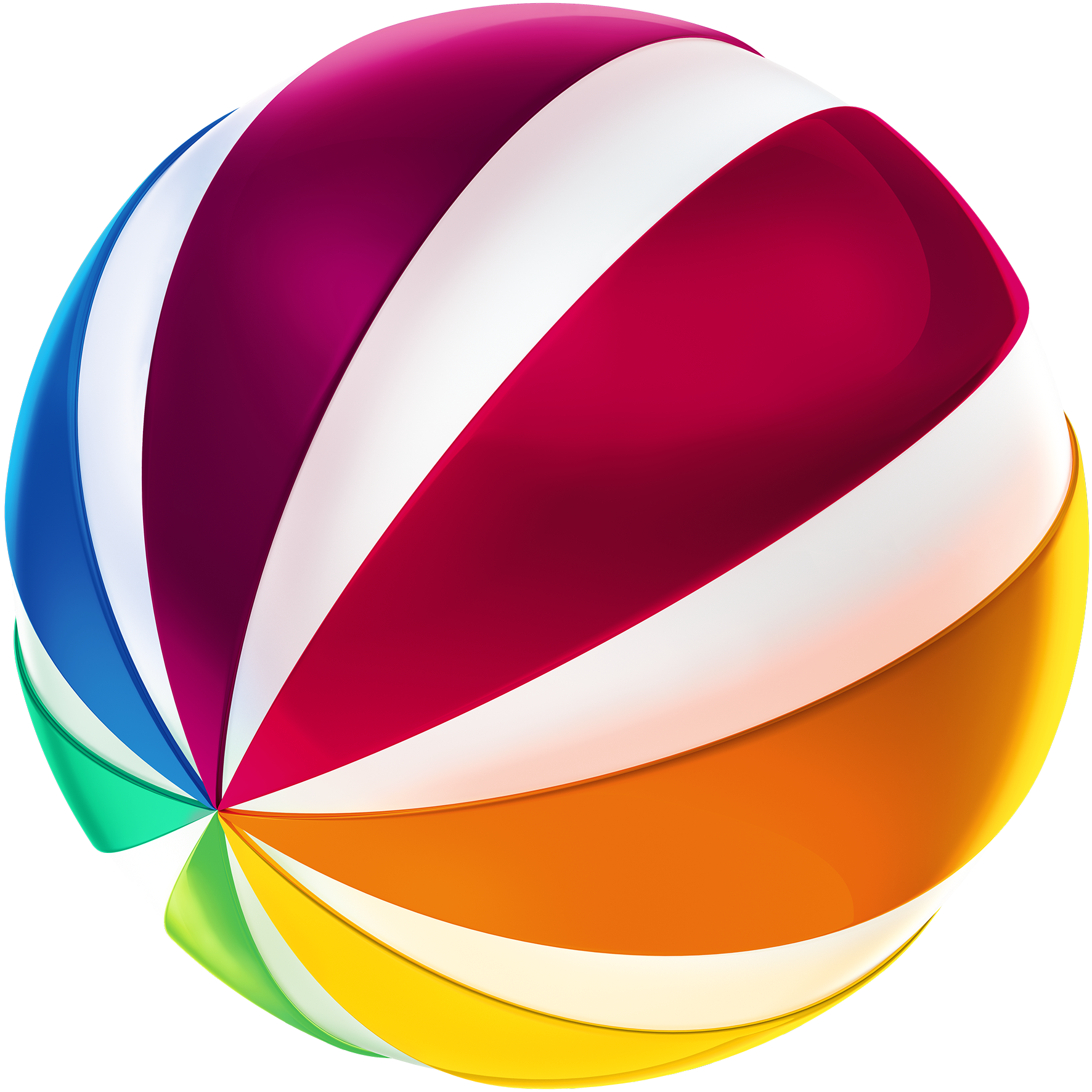
2016. október 12. óta

## Fordítás
Ez a szócikk részben vagy egészben  a   Sat.1 című német Wikipédia-szócikk ezen változatának fordításán alapul.  Az eredeti cikk szerkesztőit annak laptörténete sorolja fel. Ez a jelzés csupán a megfogalmazás eredetét és a szerzői jogokat jelzi, nem szolgál a cikkben szereplő információk forrásmegjelöléseként.